# クララ・イマーヴァール
クララ・イマーヴァール（ドイツ語: Clara Immerwahr、1870年6月21日 – 1915年5月2日）は、ユダヤ系のドイツ人化学者であり、同じ化学者であるフリッツ・ハーバーの最初の妻。

## 生涯

### 学歴
ドイツのブレスラウ（現在のポーランド領ヴロツワフ）に生まれた。父親は砂糖工場の経営者であるが、かつてはロベルト・ブンゼンのもとで化学を学んでいた。また、弟と従兄弟も後に化学を専攻するようになる。
クララは教員学校で学んだ。その時に行ったダンスパーティーで、同じブレスラウ出身のフリッツ・ハーバーと出会った。この時ハーバーとは、結婚の約束までしたとの説と、そこまで深い関係ではなかったという説の両方がある。
1897年からはブレスラウ大学で学び、化学を専攻した。そしてリヒャルト・アベッグの指導を受け、1900年に博士号をとった。ブレスラウ大学では女性で初の博士号であった。
1901年、フライブルクで開かれた学会にアベッグと共に参加した。そしてその会場でハーバーと再会を果たした。ハーバーはすぐに結婚の意思を告げた。クララは迷ったが、今までの研究と結婚生活を両立できるならと、了承した。ハーバーはクララの両親宛に出した手紙に、「まるで夢のなかの童話の王子と王女のようです」とつづった。

### 結婚と仕事
クララとハーバーは、当時ハーバーの研究室があったカールスルーエ大学の近くの別荘を借りて、新婚生活に入った。
結婚生活は初めのうちは順調であった。クララは結婚後も旧姓を保持し、結婚後の2年間は家事のかたわら研究会やセミナーに参加した。時には「化学と料理法と家庭」と題した連続講演も行った。結婚1年後には長男のヘルマンを産んだ。
しかし当時の社会では、女性が科学者として活動することは難しかった。クララは夫の仕事を助け、ハーバーは著書で妻の行為に感謝の意を示した。しかし逆にハーバーがクララの研究を手助けすることはなかった。クララは妻としての役割を強いられたため、それが自らの科学研究のさまたげになった。こういった事情により、クララの化学者としての活動はほとんど失われた。クララは自分に新たに与えられたこのような主婦としての補助的な役割を不満に思っており、恩師のアベックにも、現在の自分の状況を嘆く手紙を送った。
さらに、夫との関係も悪化していった。クララは「自分がもつ能力をできるだけ伸ばし、人間が到達しうる最高の高みを経験できなければ、人生に意味はない」という信念を持っており、家事についても完璧主義を貫こうとした。しかしハーバーは自分の研究を優先させ、家庭を顧みることはあまりなかった。ハーバーは突然夜遅くに同僚を自宅に呼び寄せたりしたため、それが神経質なクララにとってストレスとなった。
ハーバーはこの時期、大気からアンモニアを合成するハーバー・ボッシュ法で名をあげたが、それもクララにとっての心の慰めにはならなかった。手紙では、「この8年間でフリッツが得たものより私が失ったものの方が大きい」と記している。もともとクララは社交的ではなく、ふさぎこみがちになる性格であったこともあって、鬱になっていった。この時期のクララについて、知人は「目立たなくておとなしい、灰色のねずみに変わってしまった」と証言している。

### 死
第一次世界大戦の間、ハーバーはドイツ軍の忠実な働き手となり、化学兵器（特に毒ガス）の開発において重要な役割を担った。クララは毒ガスの使用に反対で、そのことで夫と口論することもあった。クララは毒ガス実験中に研究室内で爆発がおきたときにも立ち会っていたし、実験動物が苦しみながら死んでゆくのも見ていたため、そのことも彼女の気持ちを毒ガス使用反対へと傾かせたのではないかと言われている。しかしハーバーは毒ガスの開発を止めることはなかった。
ハーバーの努力は、自身の監督のもとで1915年4月22日に実行された、ベルギーのフランドルにおける最初のガス戦という結果を生んだ。この戦闘の後、ハーバーはベルリンの自宅に戻った。ハーバーが自宅に戻った少し後の5月2日、クララはハーバーの軍用ピストルを手に取り、庭に出て、空に向けて1発目を撃ち、そして2発目は自分の胸を撃ち自殺した。ハーバーは睡眠薬を飲んでいたため銃声に気付かず、遺体は息子のヘルマンによって発見された。
死の翌朝、ハーバーはすぐに家を出て、ロシア軍への最初の毒ガス攻撃を行うため東部戦線へと向かった。このハーバーの行動に対しては、冷酷だという意見がある一方で、ハーバーは目の前の仕事に取り組むことでしか、クララの死によって受けた悲しみからのがれることはできなかったと擁護する意見もある。またハーバーは1917年にシャルロッテ・ナータンと再婚した。
クララの遺灰はダーレムに埋葬された。その後、ハーバーが遺書に、クララと一緒に埋めてほしいと記したため、1937年、ヘルマンによって遺灰はスイスのバーゼルに移され、ハーバーと一緒の墓に埋葬されている。

## 死の原因
1990年代、女性のための聴聞会において、クララは第一次大戦での毒ガスの使用に抗議して自殺した化学者として取り上げられた。そしてこのことがきっかけでクララの名は広く知られるようになり、ハーバーをはじめとする科学者の倫理問題も問われるようになった。
他方では、自殺の数ヶ月前にハーバーの弟子である田丸節郎と会話した際にはドイツへの愛国心を表明していたほか、夫が開発した毒ガスの成果を誇らしく語っていたとの証言もある。
しかし遺書が残っていないため、彼女の死についての全体像は明らかになっていない。また、他の動機についても考えられている。
前述のように、クララとハーバーの関係は良好でなく、クララは神経質な状態にあった。また、クララの妹や、息子のヘルマンもやはり自殺により命を絶っており、遺伝的な要素も指摘されている。さらに、死の直前にハーバーは自宅でパーティーを開いており、そこには後の妻となるシャルロッテも参加していた。クララは2人の関係を疑い、そのことについてハーバーと口論になったとも伝えられており、そのことも自殺の動機の一つになったという見解も存在する。